# Georgiens U19-herrlandslag i fotboll
Georgiens U19-herrlandslag i fotboll är Georgiens nationella U19-landslag. Laget styrs av georgiska fotbollsfederationen.

## Kval till Europamästerskap
- 1960-1990 - deltog i ett lag från Sovjetunionen
- 1994-2012 - lyckades inte kvala in
- 2013 – kvalade in, vinnare av kvalgrupp 6